# Пучков, Виктор Николаевич
Ви́ктор Никола́евич Пучко́в (17 августа 1938, Тула, РСФСР — 24 августа 2024, Екатеринбург, Россия — советский и российский геолог, доктор геолого-минералогических наук. Директор Института геологии Уфимского научного центра РАН (1991—2017). Профессор (1993), член-корреспондент РАН (2000).
Специалист в области региональной геологии и геотектоники, автор и соавтор более 700 научных работ, в том числе 50 отдельных изданий (монографий, препринтов, карт, атласов, путеводителей).

## Биография
Родился 17 августа 1938 года в городе Туле, в семье агрономов.
В 1955 году с золотой медалью окончил 4 школу в городе Туле.
В 1960 году с отличием окончил геологический факультет МГУ, кафедра исторической геологии, специальность геологическая съемка и поиски полезных ископаемых.
По окончании МГУ работал в Институте геологии Коми филиала АН СССР в городе Сыктывкаре, потом в Институте геологии и геохимии Уральского Отделения АН СССР в городе Екатеринбурге, затем в Институте геологии Уфимского научного центра РАН.
В 1991 году был избран (и 4 раза переизбирался) директором Института геологии БНЦ УрО РАН (ныне Институт геологии Уфимского научного центра РАН). Занимал должность директора в течение 25 лет, до 2017 года. Затем до конца жизни был научным руководителем института.. Работал в Башкирском государственном университете (ныне Уфимский университет науки и технологий), где возглавлял кафедру и воспитал несколько поколений геологов.
Кроме научной работы писал стихи, прозу, мемуары («В Сыктывкаре. Первые годы.», «На грани фола» и «Прощание с лошадьми»), занимался переводами, писал музыку, рисовал (портретная и пейзажная живопись). Много путешествовал по стране и за рубежом: побывал в 51 стране. Стихи писал со студенческих лет. Исполнял под гитару песни разных авторов и собственные. Заядлый автомобилист, охотник и рыбак. Публиковался в местных изданиях и в интернете.
Жил и работал в Уфе.
Скончался 24 августа 2024 года на 87-м году жизни.

## Научная деятельность
Основные направления научных исследований В. Н. Пучкова — стратиграфия, тектоника, история геологического развития и геодинамика Урала и смежных территорий Средней Азии.
Развивал идеи неомобилизма на примере Урала, им впервые выделены здесь рифтовые и батиальные комплексы. Он соавтор первой Тектонической карты Урала (1977), построенной на мобилистской основе. Итоги его исследований подведены в 2000 году в книге «Палеогеодинамика Южного и Среднего Урала», которая является наиболее крупным обобщением по этому вопросу в конце XX века.
В дальнейшем работа была продолжена, в результате чего в 2010 году была опубликована монография «Геология Урала и Приуралья (актуальные вопросы стратиграфии, тектоники, геодинамики и металлогении)», удостоенная в 2011 году премии им. академика А. Д. Архангельского за региональные исследования.
В. Н. Пучковым внесён существенный вклад в расшифровку геологии батиальных зон, окаймлявших древние континенты планеты.
В. Н. Пучков первым в нашей стране начал систематически изучать конодонты в терригенно-кремнистых комплексах складчатых областей, что позволило значительно усовершенствовать знания о стратиграфии и тектонике Урала, Казахстана, Тянь-Шаня и др. Полученные им, его учениками и последователями данные, изменившие привычные представления о возрасте многих свит и формаций этих регионов, вошли в унифицированные и корреляционные схемы (Ордовикский период, силур, Девонский период и Каменноугольный период) и широко используются в практике геолого-съемочных работ.
Обладая знанием нескольких европейских языков, В. Н. Пучков успешно сотрудничает с геологами Германии, Испании, Великобритании, Франции и других стран.
Член квалификационных Советов, многих комитетов и комиссий, читает лекции и руководит кафедрой геологии и геоморфологии в Башкирском государственном университете  (ныне Уфимский университет науки и технологий)
Являлся ответственным редактором ряда монографий и продолжающихся изданий, членом редколлегий шести научных журналов, в том числе «Геотектоника» и «Литосфера». Член двух советов по защитам докторских диссертаций.
Принимал участие в программах международного сотрудничества («Геосинклинальный процесс и становление земной коры», «Офиолиты Урала и Аппалачей», «Нефтегазоносные провинции», «ЕВРОПРОБА (Уралиды и варисциды)», «МинУралс», «Жеода»; в ряде проектов МПГК; в настоящее время является российским координатором новой программы МПГК — 597 (Пангея).

## Награды и звания
- 1968 — Премия Коми Комсомола за научные работы
- 1999 — Заслуженный деятель науки Республики Башкирия
- 1990—1993 — Почётное звание: Адъюнкт-профессор Университет Южной Каролины
- 2011 — Премия им. А. Д. Архангельского РАН за региональные исследования[4]
- 2012 — Медаль ордена «За заслуги перед Отечеством» II степени (9 февраля 2012) — за большие заслуги в развитии науки и многолетнюю плодотворную деятельность[5]
- Медаль имени А.Н. Заварицкого (УрО РАН, 20 июня 2019) — за цикл работ, посвященный развитию теоретических положений геодинамики
- 2023 — Заслуженный ветеран Уральского отделения РАН (18 мая 2023) — за достигнутые трудовые успехи и многолетнюю плодотворную работу
- 2024 — Благодарность Президента Российской Федерации (5 февраля 2024) — за заслуги в развитии отечественной науки, многолетнюю плодотворную деятельность и в связи с 300-летием со дня основания Российской академии наук[6]

## Членство в организациях
- Член Российского палеонтологического общества и Российского минералогического общества[источник не указан 313 дней]
- 2008 — Почётный член Российского геологического Общества[источник не указан 313 дней]
- Действительный член ВПО, ВМО, AAPG, GSA, EGU[источник не указан 313 дней]

## Память
Его именем назван:
- Tanaisognathus puchkovi — вид конодонтов.[источник не указан 313 дней]